# Garibaldi, Rio Grande do Sul
Garibaldi là một đô thị thuộc bang Rio Grande do Sul, Brasil. Đô thị này có diện tích 167,7 km², dân số năm 2007 là 29709 người, mật độ 177,2 người/km².